# Rivadavia (Santa Fe)
Rivadavia o Colonia Rivadavia es una comuna de la provincia de Santa Fe, perteneciente al departamento Las Colonias, al centro de la provincia. Fue fundada por el inmigrante suizo Santiago Denner, quien emigró a la Argentina en 1859.
Su Santa Patrona es Nuestra Señora de Fátima. Su festividad se celebra el 13 de mayo.